# 넬리 코다
넬리 앤 코다(영어: Nelly Ann Korda, 1998년 7월 28일~)는 미국의 골프 선수다. LPGA 투어에서 활동하고 있으며 2021년 도쿄 올림픽 골프 경기에 참가하여 금메달을 수상하였으며,. 2017년 데뷔 후 LPGA 투어에서만 15승을 기록하고 있다. 

## 아마추어 선수 경력
2015년부터 '주니어 솔헤임 컵'에 참가하기 시작했다. 아마추어 선수로서 그녀는 2015 하터 홀 인비테이셔널, 2015 PING 인비테이셔널, 2015 AJGA 록렉스 주니어 올-아메리칸 대회에서 우승했다. 2013년에는 만15세가 되어가 한 달 전에 US 여자 오픈 챔피언십에 참가하여 컷에 통과하기도 했다.

## 프로 선수 경력
2016년에 시메트라 투어에 참가하면서 프로 생활을 시작했고, 시옥스 펄스 그레잇라이프 첼린지 대회에서 14언더파를 기록하며 프로로서 첫 우승을 거뒀다. 그녀는 시즌 상금 9위로 마무리하였으며, 2017년 LPGA 참가 자격을 획득하였다.
2018년 10월 28일 스윙 스커트 LPGA 타이완 챔피업쉽에 참가하여 LPGA 투어 생애 첫 우승을 기록하였다. 이번 대회에 승리하면서 그녀와 그녀의 언니인 제시카 코다는 LPGA 투어 통산 세 번째 자매 우승이라는 기록을 달성하였다.
CME 그룹 투어 챔피언쉽에서 준우승, 다이아몬드 리조트 토너먼트 오브 챔피언스에서 3위를 달성한 후 참가한 ISPS 한다 오스트레일리아 여자오픈에서 두 번째 우승을 했다. 오스트레일리아 오픈에서 우승을 하며 그녀는 세계 랭킹이 16위에서 9위로 상승했다. 이는 통산 첫 10위권 이내 진입이였으며, 5위인 렉시 톰슨 다음으로 미국에서 여자골프 랭킹이 높은 선수가 되었다.
2019년 9월 22일 그녀는 라코스테 레이디스 오픈 드 프랑스 대회에서 4언더파를 기록했고 종합 15언더파로 우승했다. 2019년 11월 3일에는 스윙 스커트 LPGA 타이완 챔피업쉽에 참가하여 지난 대회에 이어 우승을 하며 2연승을 달성했다.
2021년 2월 28일에는 보카 리오 게인브리지 LPGA에 참가하여 우승했다.6월 20일에는 마이어 LPGA 클래식에 참가하여 우승을 하며 2021시즌 첫 2연승 달성자가 되었다. 19일에 그녀 통산 최고 기록인 62타를 기록하며 다음날 우승할 수 있는 발판을 마련하였다.
6월 27일에는 애틀렌타 에스레틱 클럽에서 열린 위민스 PGA 챔피언십에 참가하였고 2위 선수인 리제트 살라와 3타 차이로 그녀 첫 메이저 대회 우승을 했다. 이번 대회에 우승하며 그녀는 처음으로 세계랭킹 1위를 달성하였다.
일본 도쿄도에서 열리는 2020년 하계 올림픽 골프종목에 미국 선수를 대표하여 참가하였다. 2021년 8월 5일 올림픽 골프 2라운드 마지막홀에서 버디를 했다면 59타가 될 수 있었지만 더블보기를 하며 62타를 기록 중간 합계 11언더파를 기록했다. 8월7일 마지막 라운드인 4라운드 종료 후 17언더파로 1위를 하며 금메달을 수상했다. 이는 1900년 올림픽에서 마가렛 아이브 애보트가 금메달을 획득한 이후 미국 사상 두 번째 여자 골프 금메달이다.

## 개인사
그녀는 체코의 프로 테니스 선수였던 아버지 페트로 코다와 레지나 라지흐르토바 사이에서 태어났다. 그녀의 아버지는 1988 오스트레일리안 오픈에서 우승한 테니스 그랜드 슬램 달성자이며, 남동생인 세바스티안 코다 역시 테니스 선수로서 2018 오스트레일리안 오픈 주니어 부분에서 우승했다. 언니는 같은 프로 골프 선수인 제시카 코다이다.
현재 그녀는 내셔널 하키 리그 로스앤젤레스 킹스소속 캐나다인 안드레아스 아타나시오와 연애 중이다.

## 프로 우승 (17)

### LPGA 투어 우승 (15)
| 범례            |
| 메이저 대회 (2) |
| 일반 대회 (13)  |

| No. | 날짜             | 대회                                 | 최종 점수       | 파  | 2위와의 타수 | 2위                         | 우승 상금 ($) |
| --- | ---------------- | ------------------------------------ | --------------- | --- | ------------ | --------------------------- | ------------- |
| 1   | 2018년 10월 28일 | 스윙 스커트 LPGA 타이완 챔피업쉽     | 67-71-69-68=275 | −13 | 2타          | 이민지                      | 330,000       |
| 2   | 2019년 2월 17일  | ISPS 한다 호주여자오픈               | 71-66-67-67=271 | −17 | 2타          | 고진영                      | 487,500       |
| 3   | 2019년 11월 3일  | 스윙 스커트 LPGA 타이완 챔피업쉽 (2) | 66-67-65-72=270 | −18 | 플레이오프   | 이민지 캐롤라인 마손        | 330,000       |
| 4   | 2021년 2월 28일  | 보카 리오 게인브리지 LPGA            | 67-68-68-69=272 | −16 | 3타          | 리디아 고 렉시 톰슨         | 300,000       |
| 5   | 2021년 6월 20일  | 마이어 LPGA 클래식                   | 68-66-62-67=263 | −25 | 2타          | 리오나 매과이어             | 345,000       |
| 6   | 2021년 6월 27일  | KPMG 위민스 PGA 챔피언십             | 70-63-68-68=269 | −19 | 3타          | 리제트 살라                 | 675,000       |
| 7   | 2021년 11월 15일 | 펠리컨 위민스 챔피언십               | 65-66-63-69=263 | −17 | 플레이오프   | 리디아고, 김세영, 렉시 톰슨 | 262,500       |

|2022년 11월 11일
|펠리컨 위민스 챔피언십
|66-66-64=196
|-14

### 여자 유러피언 투어 우승 (2)
| No. | 날짜            | 대회                             | 최종 점수       | 파  | 2위와의 타수 | 2위         | 우승 상금 (€) |
| --- | --------------- | -------------------------------- | --------------- | --- | ------------ | ----------- | ------------- |
| 1   | 2019년 9월 22일 | 라코스테 레이디스 오픈 드 프랑스 | 68-64-70-67=269 | −15 | 8타          | 셀린 부티에 |               |

### 시메트라 투어우승 (1)
| No. | 날짜           | 대회                            | 최종 점수       | 파  | 2위와의 타수 | 2위           |
| --- | -------------- | ------------------------------- | --------------- | --- | ------------ | ------------- |
| 1   | 2016년 9월 4일 | 시옥스 펄스 그레잇라이프 첼린지 | 68-67-69-66=270 | −14 | 3타          | 위채니 미차이 |

### 올림픽 (1)
| No. | 날짜           | 대회        | 최종 점수       | 파  | 은메달리스트 | 동메달리스트 |
| --- | -------------- | ----------- | --------------- | --- | ------------ | ------------ |
| 1   | 2021년 8월 7일 | 도쿄 올림픽 | 67-62-69-69=267 | −17 | 이나미 모네  | 리디아 고    |

## LPGA 메이저 대회 성적

### 우승
| 연도   | 대회                     | 54홀 | 최종 점수             | 2위와의 차이 | 2위         |
| ------ | ------------------------ | ---- | --------------------- | ------------ | ----------- |
| 2021년 | KPMG 위민스 PGA 챔피언십 | 0타  | −19 (70-63-68-68=269) | 3타          | 리제트 살라 |

### 타임 라인
| 대회                  | 2013 | 2014 | 2015 | 2016 | 2017 | 2018 | 2019 | 2020 | 2021 |
| --------------------- | ---- | ---- | ---- | ---- | ---- | ---- | ---- | ---- | ---- |
| ANA 인스퍼레이션      |      | CUT  | CUT  |      | T42  | T13  | T52  | T2   | T3   |
| 위민스 PGA 챔피언십   |      |      |      |      | T20  | T40  | T3   | WD   | 1    |
| US 여자 오픈 챔피언십 | T64  |      |      | T59  | T44  | T10  | T39  | CUT  | CUT  |
| 위민스 브리티시 오픈  |      |      |      |      | CUT  | T42  | T9   | T14  | T13  |
| 에비앙 챔피언십       |      |      |      |      | CUT  | T61  | T25  | -    | T19  |

1 WD = 기권

2 CUT = 중간 컷에서 탈락

3 T = 공동

4 코로나19로 인해 에비앙 챔피언십은 2020년에 열리지 않음

## LPGA 경력 요약
| 연도 | 출전 대회 | 컷 통과* | 우승 | 2위 | 3위 | 톱10 | 최고 성적 | 상금 ($)  | 상금 순위 | 평균 점수 | 점수 순위 |
| ---- | --------- | -------- | ---- | --- | --- | ---- | --------- | --------- | --------- | --------- | --------- |
| 2017 | 23        | 19       | 0    | 0   | 0   | 5    | T5        | 442,068   | 47        | 70.61     | 27        |
| 2018 | 22        | 18       | 1    | 2   | 0   | 7    | 1         | 1,055,046 | 13        | 70.62     | 22        |
| 2019 | 20        | 19       | 2    | 1   | 3   | 12   | 1         | 1,665,546 | 5         | 69.64     | 4         |
| 2020 | 12        | 10       | 0    | 1   | 1   | 4    | T2        | 575,894   | 14        | 70.27     | 7         |
| 2021 | 13        | 12       | 3    | 1   | 2   | 8    | 1         | 1,856,649 | 1         | 68.89     | 1         |

1 2021년 시즌까지 공식 성적

2 *컷 탈락이 없는 경기나 매치플레이 포함